# Coeliccia cyaneothorax
Coeliccia cyaneothorax là loài chuồn chuồn trong họ Platycnemididae. Loài này được Kimmins mô tả khoa học đầu tiên năm 1936.